# Tarbagataïta
La tarbagataïta és un mineral de la classe dels silicats que pertany al grup de l'astrofil·lita. Rep el nom de la serralada Tarbagatai, al Kazakhstan, on es troba la seva localitat tipus.

## Característiques
La tarbagataïta és un inosilicat de fórmula química (K◻)Ca(Fe2+,Mn)₇Ti₂(Si₄O₁₂)₂O₂(OH)₅. Va ser aprovada com a espècie vàlida per l'Associació Mineralògica Internacional l'any 2010, sent publicada per primera vegada el 2012. Cristal·litza en el sistema triclínic. La seva duresa a l'escala de Mohs és 3.
Segons la classificació de Nickel-Strunz, la tarbagataïta pertany a «09.DC - Inosilicats amb ramificacions de 2 cadenes senzilles periòdiques; Si₂O₆ + 2SiO₃ Si₄O₁₂» juntament amb els següents minerals: astrofil·lita, hidroastrofil·lita, kupletskita, magnesioastrofil·lita, niobofil·lita, zircofil·lita, kupletskita-(Cs), niobokupletskita, nalivkinita i sveinbergeïta.
L'exemplar que va servir per a determinar l'espècie, el que es coneix com a material tipus, es troba conservat al museu geològic de l'Institut de les Ciències Geològiques Satpaev, a Almati (Kazakhstan), amb el número de catàleg: 3009/2010.

## Formació i jaciments
Va ser descoberta al massís Verkhnee Espe, a la serralada Tarbagatai, dins la província del Kazakhstan Oriental (Kazakhstan), on es troba íntimament associada amb l'astrofil·lita fent intercreixements lamel·lars. Aquest indret és l'únic a tot el planeta on ha estat descrita aquesta espècie mineral.